# Louise Robinson
Louise Robinson (Mirfield, West Yorkshire, 1 de desembre de 1965) és una ciclista anglesa que s'especialitzà en el ciclocròs. Va guanyar una medalla de plata al Campionat del món de 2000.
El seu pare Brian també es dedicà al ciclisme.

## Palmarès
- 1999-2000
  -  Campiona del Regne Unit en ciclocròs
- 2003-2004
  -  Campiona del Regne Unit en ciclocròs
- 2004-2005
  -  Campiona del Regne Unit en ciclocròs